# Hajlékonylemez

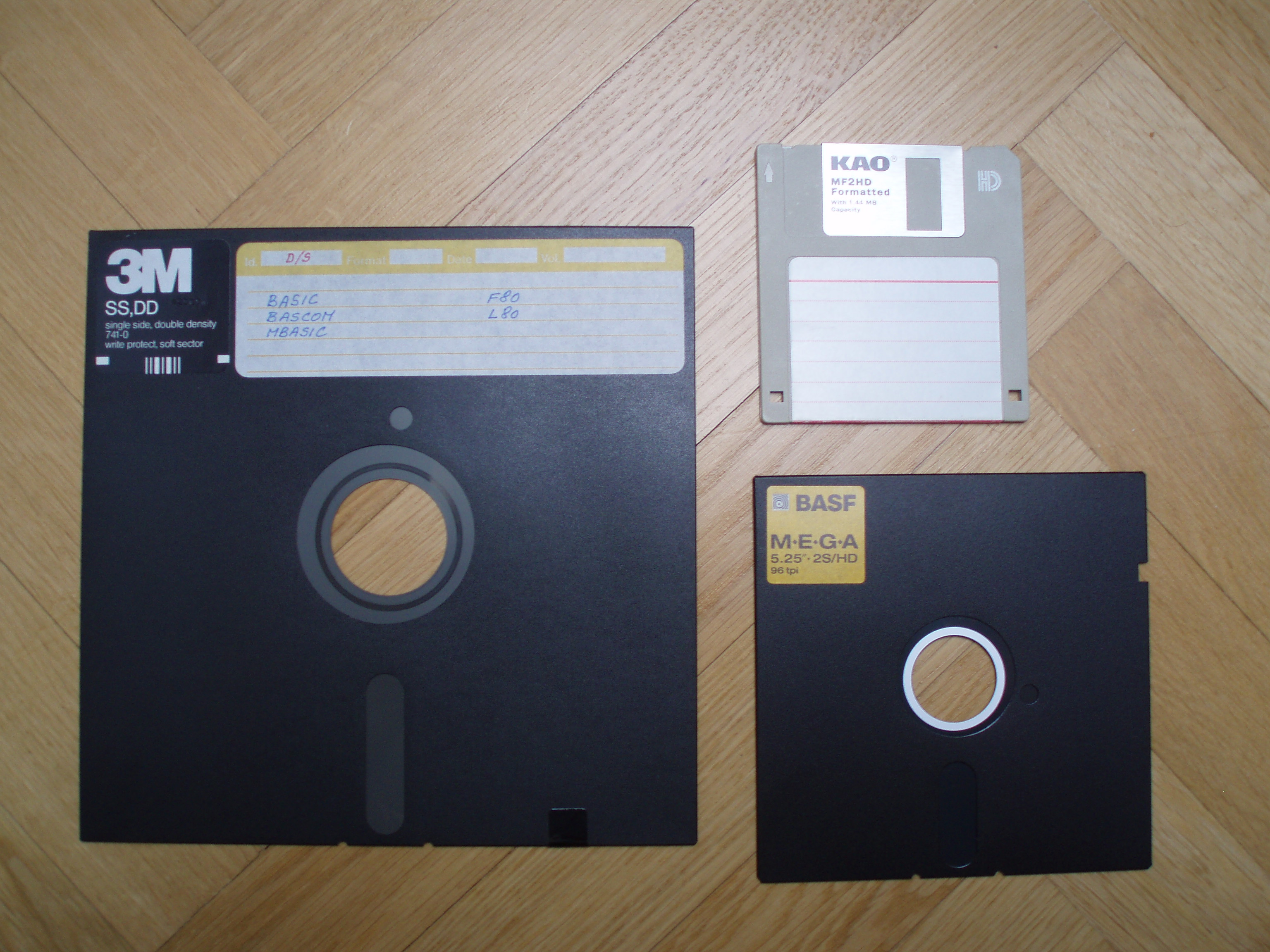
Egy 8"-es, egy 5 ¼"-es (jobbra alul) és egy 3,5"-es (jobbra felül) hajlékonylemez

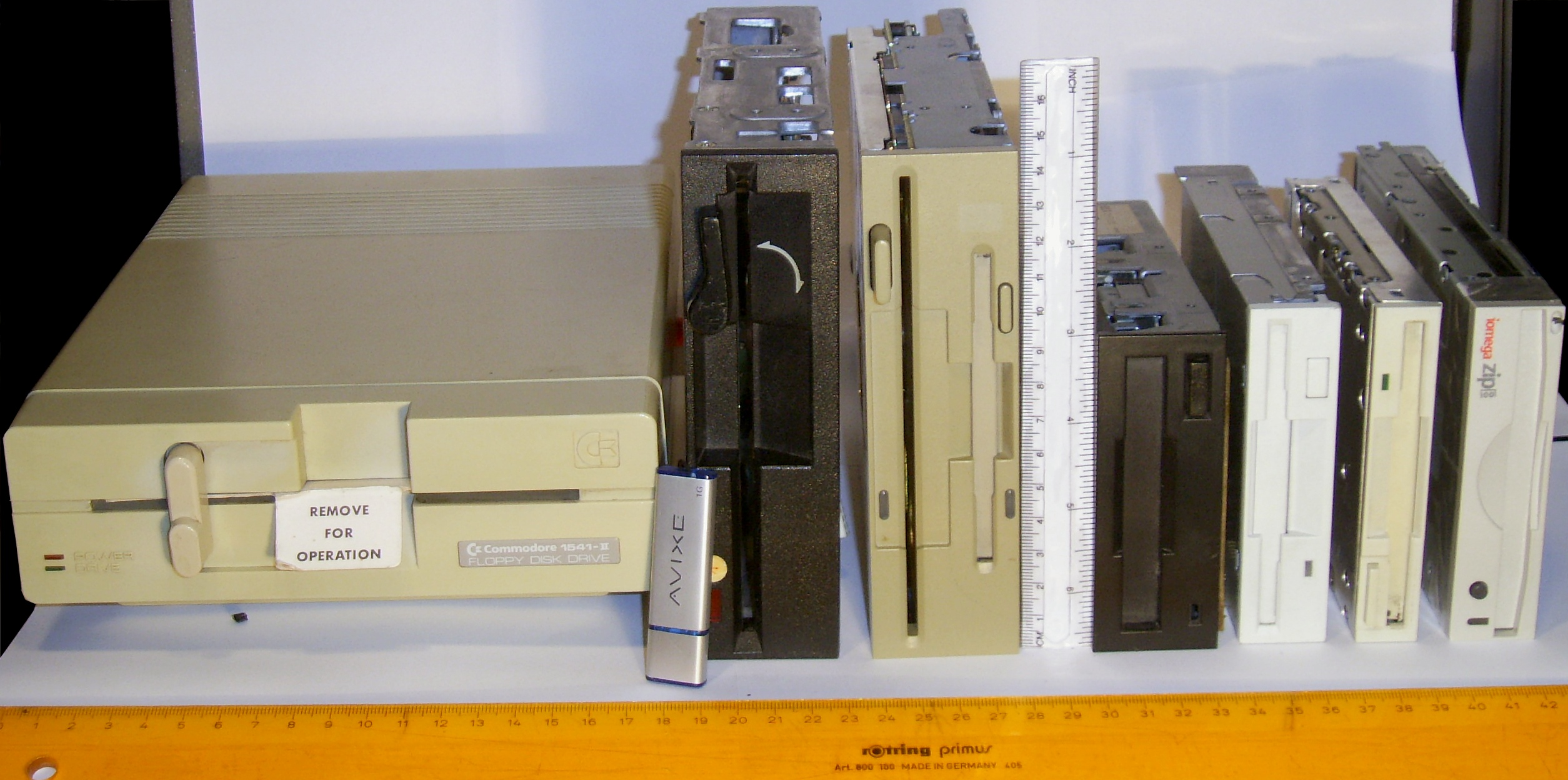
Különböző típusú hajlékonylemezes meghajtók, elöl egy ezüstszínű pendrive

A hajlékonylemez (magyar átírással flopilemez, angolul floppy disk vagy csak röviden floppy) adattároló eszköz, ami egy mágnesezhető felületű vékony, hajlékony lemezből és egy azt védő négyszögletes, keményebb műanyag tokból áll. Író-olvasó készüléke a hajlékonylemezes meghajtó (angolul Floppy Disk Drive, rövidítve FDD). Az IBM fejlesztette ki. Lemezek több méretben készültek, a legelterjedtebbek a 8; 5,25 és 3,5 hüvelykes (collos) méretűek voltak. Elterjedt adattároló volt az 1970-es évek közepétől az 1990-es évek végéig. Az optikai- és flashmeghajtók a 2000-es évek végére gyakorlatilag teljesen kiszorították, bár egyes helyeken, pl. régebbi repülőkön (részben biztonsági megfontolásokból) még mindig használatos.

## Felépítése
A hajlékonylemez maga egy kör alakú, mindkét oldalán mágnesezhető réteggel ellátott vékony műanyaglap. Használatát az teszi lehetővé, hogy a forgás következtében létrejövő centrifugális erő hatására sík és viszonylag merev lesz. A külső fizikai behatásoktól egy tok védi meg, aminek a belső oldala a nagyobb méretű lemezeknél filc borítású. A lemezt a használathoz nem kell (és nem is lehet) kivenni ebből a tokból. Az író-olvasó fej(ek) és a forgató mechanika hozzáférését a tokon megfelelő rések kivágásával teszik lehetővé.

## Fejlődése

### 8" hajlékonylemez

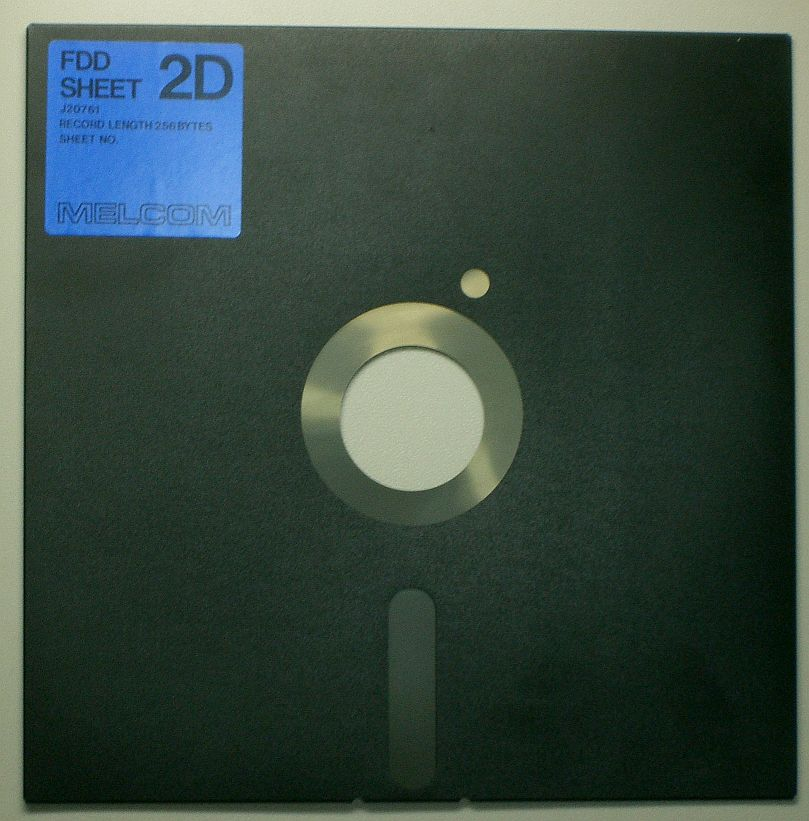
8"-es flopilemez

A korai, 8 hüvelykes meghajtók méreteik miatt még külső egységek voltak. A lemezek kapacitása típustól függően 160-500 KiB (kibibájt) volt.
A magyar gyártmányú EMG-777 típusú számítógépekben ilyen meghajtók voltak a monitor mellé beszerelve.

### 5 1/4" hajlékonylemez

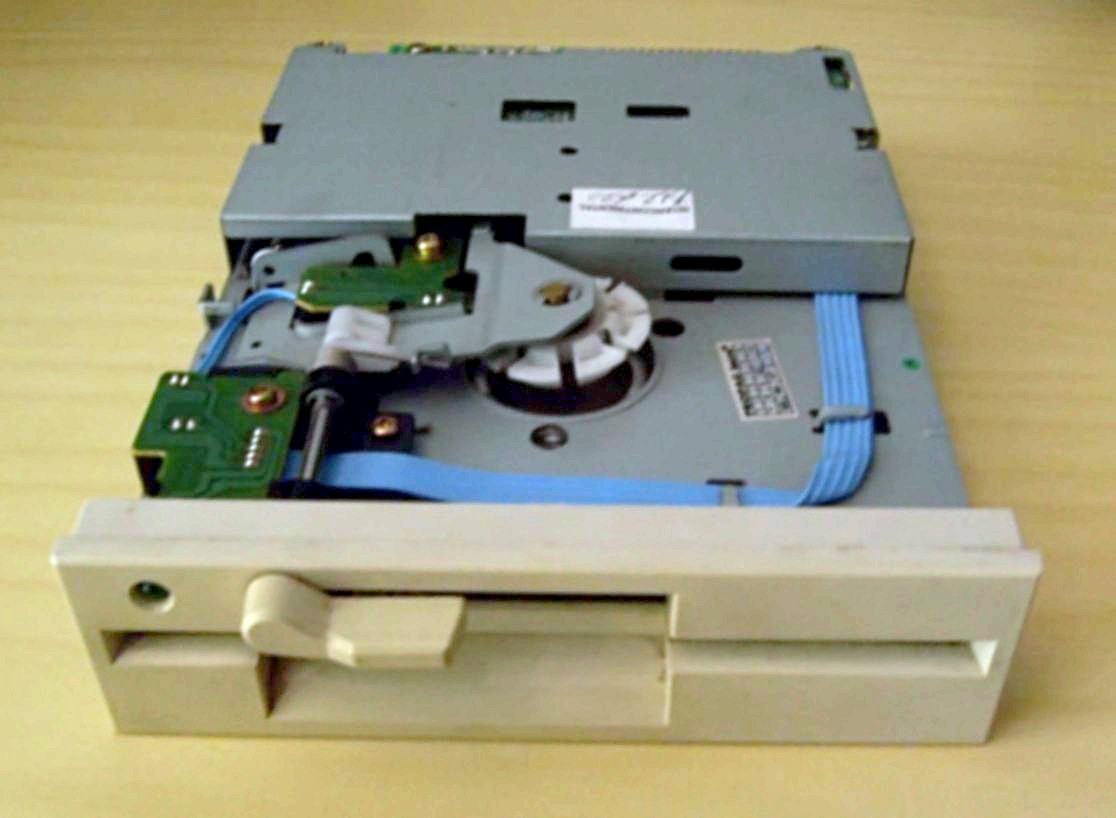
360 KiB-os meghajtó

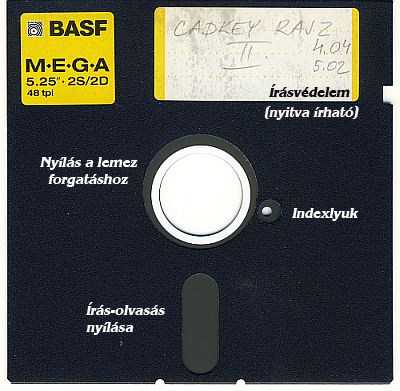
5,25"-es hajlékonylemez

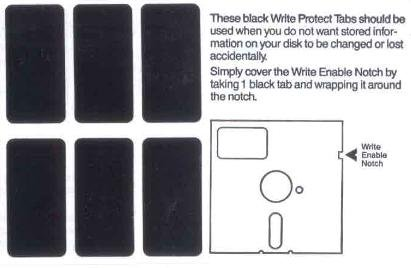
A lemezekhez mellékelt írásvédő címkék használati útmutatóval

A flopilemez egy négyzet alakú, 133x133 mm méretű borítóban van gyárilag elhelyezve. A működéshez a borító speciálisan van kialakítva, és lehetővé teszi, hogy a meghajtó használat közben nagy sebességgel forgassa a lemezt. A használatban két további kivágás játszik szerepet. Egyiken az író-olvasó fej fér hozzá a lemez felületéhez, a másik, 4-5 milliméteres kivágás pedig az írásvédelmet teszi lehetővé: a rést fényt át nem eresztő anyaggal leragasztva nem írható a lemez.
Az 5,25-ös meghajtó már a gépházba beépíthető készülékek közé tartozott. (Ennek mérete határozta meg a mai PC-k „nagyhelyét”.) Ezek már az otthoni felhasználók által is elérhető árú és méretű eszközök voltak. A lemez behelyezése után a képen jól látszó kallantyút elfordítva jött létre a mechanikus kapcsolat a forgatórendszer és a lemez között. Kivételnél a kallantyú elfordítása után egy rugó lökte ki annyira a lemezt, hogy kézzel ki lehessen venni.
A kisebb tudású készülékékben csak egy író-olvasó fej volt. Ezekben a kétoldalas lemezek használata körülményes volt, és a kétfejes meghajtókkal formázott lemezeket sem lehetett oldalanként használni. Ilyen volt például a Commodore 1541/I 5,25-ös lemezegység is, ami a tápegységgel és a vezérlőelektronikával volt egy házban.
Az 5 1/4" méretű lemezek járatos tárolási kapacitása a 8 bites Commodore gépeknél 170 KiB, PC-knél 360 KiB és 1,2 MiB, Commodore Amigánál 440, 880 és 1760 KiB.

### 3,5" hajlékonylemez
1. írásvédelem
2. hub
3. ablak
4. műanyag tok
5. papír védőborítás
6. mágneslemez
7. szektor

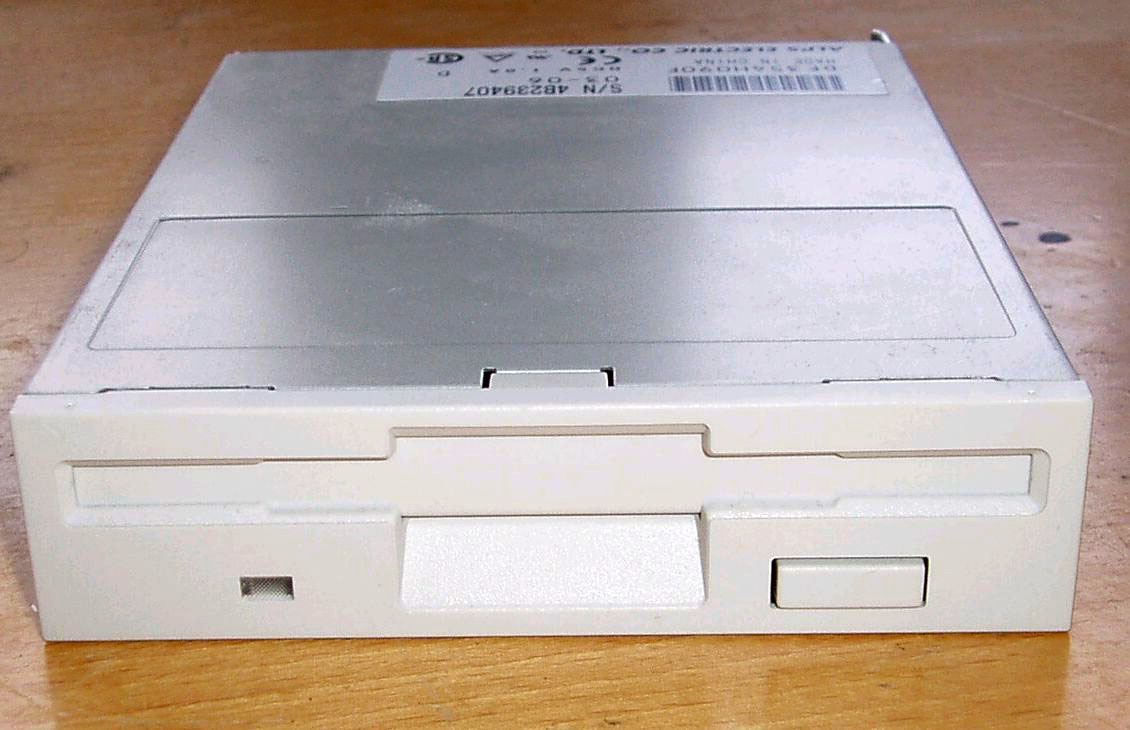
Egy 3,5 hüvelykes flopimeghajtó

A 3,5"-es lemez belső felépítése:
- írásvédelem
- hub
- ablak
- műanyag tok
- papír védőborítás
- mágneslemez
- szektor

A kislemeznek, kisflopinak, mikrodiszknek is nevezett lemez kisebb méretű és nagyobb kapacitású előbbi társánál, ugyanakkor a meghajtón kívül az olvasófej hozzáférését biztosító nyílásokat egy fémlemez takarta, ezáltal kevésbé volt sérülésnek kitéve. A 3,5" méretű flopik leggyakoribb tárolási kapacitása 720 KiB, 1,44 MiB, később 2,88 MiB, a tok mérete 90x94x3,3 mm. A műanyag védőtok egyik sarkát "levágták", ami megakadályozta azt, hogy a lemez fordítva kerüljön a meghajtóba. A meghajtóba téve helyére „kattant”, a kivételhez egy kis gombot kell megnyomni (a képen jobboldalt, alul). A lemezműveleteket a készülék homloklapján elhelyezett LED jelezte. Elsősorban a számítógépházba beépített egységek voltak, de később megjelentek a külső csatlakozású meghajtók is. A kemény tokozás lehetővé tette, hogy az írásvédelmet egy apró lemezke eltolásával végezzék; ennél az 5 1/4"-es flopival ellentétben a fény áthaladása esetén nem lehetett írni a lemezre.
A 3,5"-es méretű hajlékonylemez-rendszert – 3 hüvelykes kivitelben – Jánosi Marcell dolgozta ki a Budapesti Rádiótechnikai Gyárban 1973-ban. A lemezt és a hozzá tartozó BRG MCD-1 típusjelű meghajtót szabadalmaztatták, de később nem általánosították, így a cég elveszítette az oltalom lehetőségét. 1982-ben az Amdek állt elő az AmDisk-3 mikroflopilemez-rendszerrel, amit az Apple II Disk II csatolókártyájához terveztek, de később más rendszereknél is alkalmaztak.
2010 áprilisában a Sony bejelentette, hogy 2011 márciusára végleg felhagynak a flopilemezek gyártásával.
A Verbatim ezt követően nyilatkozta, hogy a 3,5"-es lemezek gyártását tovább folytatja.

### Zip Drive
A Zip drive igazi áttörést jelentett a hajlékonylemezes adattárolásban 1994-ben, a maga 100 MiB, majd 250 MiB és végül 750 MiB kapacitásával. Elterjedésének gátja magas árán kívül a hagyományos 3,5"-es flopival való kompatibilitás hiánya volt. Inkább kis cégek használták adataik napi archiválására.

### LS-120; LS-240
A flopi utolsó „leszármazottja” az LS Drive meghajtó, ami már a számítógép IDE-portjához csatlakozik, így gyorsítva az adatátvitelt a meghajtó és az alaplap között. A normál 1,44 MiB-os lemezeket hatszoros sebességgel képes írni-olvasni. Az LS Drive Disk lemez 120 MiB, illetve 240 MiB kapacitású. Elterjedését nagyban gátolta magas ára.

## A hajlékonylemezek jellemzői
A hajlékonylemezek tulajdonságainak megadásánál az alábbi rövidítések használatosak:
- SS (1S) – Egyoldalas (Single Side)
- DS (2S) – Kétoldalas (Double Side)
- SD (1D) – Szimpla sűrűségű (Single Density)
- DD (2D) – Dupla sűrűségű (Double Density)
- HD – Nagy (négyszeres) sűrűségű (High Density)
- ED – Megnövelt sűrűségű (Extra-high Density)

A flopi címkéjén a gyártó és egyéb adatok mellett mindig feltüntetésre kerül a használt oldalak száma és az írássűrűség, vesszővel vagy / jellel elválasztva. Például a kétoldalas, dupla sűrűségű lemez jelölése DS, DD.
| Kapacitás (KiB) | Méret (hüvelyk) | Oldalak (fejek) száma | Sávok száma | Sávsűrűség (Tpi) | Max. átviteli sebesség (KiB/s) | Fordulatszám (1/perc) |
| 360             | 5,25            | 2                     | 40          | 48               | 250                            | 300                   |
| 720             | 3,5             | 2                     | 80          | 135              | 250                            | 360                   |
| 1200            | 5,25            | 2                     | 80          | 96               | 500                            | 360                   |
| 1440            | 3,5             | 2                     | 80          | 135              | 500                            | 360                   |
| 2880            | 3,5             | 2                     | 80          | 135              | 1000                           | 360                   |

### Tárolási kapacitás

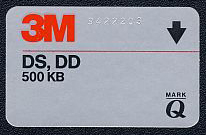
DS, DD flopi formázatlan kapacitása

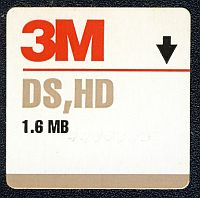
DS, HD flopi formázatlan kapacitása

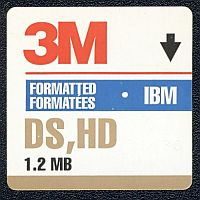
DS, HD flopi formázva

A lemezeken az adatokat sok formátumban rögzíthetjük, és a gyakorlatban számos megoldás elő is fordul, még egy géptípuson belül is, részben a „felülről kompatibilitás” jegyében.
Az IBM által gyártott első személyi számítógép (Personal Computer, PC) 1981-ben jelent meg. Adattárolója 5 1/4"-es hajlékonylemez volt, egyoldalas, dupla sűrűségű, sávonként 8 szektorral, így 160 KiB tárolását tette lehetővé. A meghajtóból általában többet – akár négy darabot is – szereltek be egy gépbe. Egy sávon nemcsak 8, hanem 9, 10, esetleg még több szektor is kialakítható, bár az adattárolás biztonsága csökken. A PC megjelenése után röviddel a sávonkénti szektorok számát nyolcról kilencre növelték, és két író-olvasó fej használatával a lemez mindkét oldalára írtak, ezzel 360 KiB-ra növelve a flopi kapacitását. Néhány évig ez volt a „közös nevező”, az a formátum, amit minden számítógép megértett, így a programokat ilyen formátumú lemezeken forgalmazták, még akkor is, amikor az AT géptípusnál a nagysűrűségű lemezek és meghajtóik elterjedtek. Később ezt a módszert részben a programok méretének növekedése, részben a nagyobb kapacitású meghajtók elterjedése túlhaladta.
A lemez teljes hasznos kapacitását a sávok száma × egy sávon levő szektorok száma × egy szektorban lévő bájtok száma × oldalak száma adja. Eszerint az első általánosan elterjedt 5,25"-es lemezen 40×9×512×2 = 368 640 B = 360 KiB adatot tárolhatunk.
Az AT típusnál alkalmazott HD jelű hajlékony lemezek ugyanolyan méretűek voltak, de más mágnesezési tulajdonsággal bírtak, ezért a 360-as meghajtókkal sem írni, sem olvasni nem lehetett őket, fordítva viszont igen. A sávok száma 80-ra, egy sáv szektorainak száma is majdnem duplájára, 15-re növekedett, ezért négyszeres sűrűségűnek is nevezték (egyes DOS verziók formattáló programját HD lemeznél /4 kapcsolóval kellett paraméterezni). A flopi kapacitása így 80×15×512×2=1200 KiB lett; amint a továbbiakban látni fogjuk, ez nem azonos 1,2 MiB-tal, ami a címkén olvasható.
Speciális formázással (az adatbiztonság rovására) a területet tovább lehet növelni, amit némelyik lemez címkéjén formázatlan kapacitásként tüntetnek fel.

#### Számrendszeri problémák
A számítógépek alapegységként a nyolc bitből álló bájtot (jele: B) és ennek többszöröseit használják mind a mai napig. Amikor egy adathalmaz (fájl, memória, háttértár stb.) nagysága jelentősen meghaladja az 1000 bájtot, a számítástechnikában is prefixumokat célszerű használni. Mivel itt mondhatni minden a bináris számrendszeren alapul, a nagyságrendek is eltérnek a közéletben használatos decimális rendszertől, ami félreértésre ad lehetőséget. A bináris rendszerben kilobájt alatt 210 bájtot értünk, azaz a bináris kilo prefixum szorzóértéke 1024. A bináris mega prefixum 220, azaz 1 048 576 (a további prefixumok a hajlékonylemezeket nem érintik).
A háttértárolók kapacitásának megadásánál a két rendszer sajátosan keveredik, bár a flopilemezeknél gyakorlatilag nagy problémát nem okoz, ellentétben a napjainkban terabájt nagyságrendet is meghaladó merevlemezekkel. Az 512 bájtos szektornagyság miatt a bináris, a sávok és szektorok számát tekintve viszont a decimális rendszer használata indokolt. A 360 KB jelölés elfogadható volt, mert az 1024-et jelentő nagy K különbözött a decimális 1000 kis k jelétől. Azonban a mega esetében már nem volt ilyen megkülönböztetésre lehetőség egészen addig, amíg 1998-ban több mértékügyi szervezet ajánlást nem tett közzé. Ennek értelmében a decimális mega bináris párja a mebi, jele Mi. Az ajánlás szerint a DS-9,DD lemez tárolókapacitása 360 KiB, viszont az 1,44 MB jelzéssel forgalmazott DS-18,HD lemez szabatos prefixum használattal 1440 KiB, vagy 1,47456 MB, vagy 1,40625 MiB. (Mivel a számítástechnikával mélyebb szinten foglalkozók bináris rendszerben gondolkoznak, ezért számukra a háttértároló valós kapacitása mindig kisebb, mint ami a lemezen olvasható.)
Érdekesség: Az 1990-es évek közepéig még többé-kevésbé gyakori volt az adatok hajlékonylemezen történő tömörített archiválása. Abban az időben a legbonyolultabb, és egyben legtöbbet tudó tömörítő program az ARJ volt (csak érdekességképpen jegyezzük meg, hogy akár ezer lemezre történő mentést is támogatott). A szeletelt archívok készítése, ellenőrzése sokkal egyszerűbb volt, ha először merevlemezre történt a munka, majd onnan másolták hajlékonylemezre a szeleteket. Ehhez a program több kapcsolót biztosított. A /V360, /V720, /V1200 és /V1440 kapcsolók bármelyikével a számot KiB-ként értelmezve pontosan akkora szelet készült, amekkora a szabványosan formázott flopit 100%-osan megtöltötte. Amennyiben az előbbi kapcsolókat egy K betűvel kiegészítették, akkor a szeletek mérete a decimális értelmezésnek felelt meg (természetesen tetszőleges ezres méretet meg lehetett adni).

## Adattárolás hajlékonylemezen

### A lemez előkészítése használatra
Ahhoz, hogy egy flopilemezt használatba vehessünk, a teljesen üres mágnesezhető felületet elő kell készíteni, szakszóval meg kell formázni. Ez az operációs rendszer megfelelő programjával történik, és rendszerenként különböző. A lemezen az információ egy vagy mindkét oldalon, koncentrikus sávokon (angolul: track) helyezkedik el: ezt a lemezegység fizikailag meghatározza. Minden sáv azonos számú ívdarabra, szektorra van felosztva: ez a legkisebb, egyszerre olvasható-írható lemezterület. Hogy hány szektor helyezkedik el egy sávon és egy szektorban hány bájt legyen, sőt bizonyos határon belül hány sáv legyen, az operációs rendszer illetve más formázó programok döntik el, ezért is nevezik a hajlékony lemezeket szoft-szektorosnak.
Az adattárolásnál a meghajtónak ismerni kell a sávok kezdőpontját, amit a lemezen és a tokon levő apró ún. indexlyuk tesz lehetővé, melynek helyzetét egy optikai érzékelő olvassa le. Innen kezdődően kerül felírásra formázáskor a szektorok mintázata. A PC-ken általánosan használt DOS és az őt követő Windows rendszerek szektorformátumának lényege a következő:
- A szektorfej különböző adminisztrációs célú adatokat tartalmaz, valamint egy hibaellenőrző kódot (CRC), amit egy üres rész (GAP) követ.
- Az adatrész értelemszerűen a tárolni kívánt adatot tartalmazza. A fejhez hasonlóan CRC és GAP követi. Ezen a területen a felhasználó rendelkezésére álló hasznos terület a bináris rendszerből eredően 128 bájt vagy ennek többszöröse lehet, mégis mind a mai napig egyedül az 512 bájtos méret használatos.
- A sáv szektorai után egy elég jelentős kihasználatlan terület marad, ahol speciális formázással további szektor(oka)t lehet kialakítani, bár ez már az adatbiztonság rovására mehet.

A hibaellenőrző kód az adattárolásban széles körben alkalmazott módszer: egy adott terület bináris adataiból meghatározott algoritmus alapján képzett szám. Ha az olvasás során ugyanazon algoritmussal képzett szám a felírt CRC-vel nem egyezik, akkor biztos hiba történt, amit a rendszer jelez.
A fej és adatrész után azért van szükség hézagra, hogy a beolvasott adatokat fel lehessen dolgozni és a megfelelő műveletet elvégezni, de a lemez forgási sebességének minimális mértékű változása miatt is elengedhetetlen.

### Adatok írása és olvasása
A fentiek szerint megformázott lemez fizikai írása és olvasása a meghajtó és a flopi illesztő egység használatával történik, egy felsőbb szintű lemezkezelés során. A DOS ill. DOS alapú Windows rendszerek ehhez a feladathoz a hajlékonylemez négy, egymástól eltérő méretű és szerkezetű részét használják.
|                           | SS-8,DD | DS-8,DD | SS-9,DD | DS-9,DD | DS-9,HD | DS-15,HD | DS-18,HD |
| Betöltő rekord            | 1       | 1       | 1       | 1       | 1       | 1        | 1        |
| Fájl elhelyezési táblázat | 2       | 2       | 4       | 4       | 10      | 14       | 18       |
| Főkatalógus               | 4       | 7       | 4       | 7       | 7       | 14       | 14       |
| Rendszerterület összesen  | 7       | 10      | 9       | 12      | 18      | 29       | 33       |
| Adatterület               | 313     | 630     | 351     | 708     | 1422    | 2371     | 2847     |
| Összes szektor            | 320     | 640     | 360     | 720     | 1440    | 2400     | 2880     |

#### Betöltő rekord
A számítógép a lemezek kezeléséhez azok ismétlődő elemeit számozással látja el:
- az oldalak 0-val kezdődően számozódnak (egyoldalas hajlékonylemeznél 0, kétoldalasnál 0 és 1),
- a sávok 0-tól 39-ig, illetőleg 79-ig,
- viszont a szektorok 1-gyel a formázással meghatározott számmal bezárólag.

A 0 oldal, 0 sáv 1 szektora tartalmazza a betöltő rekordot (Boot record), amely egyrészt a lemezre vonatkozó fontos jellemzőket tárolja, másrészt a korai időkben, amikor az operációs rendszer még bőven elfért a hajlékonylemezen, azt be is töltötte a memóriába és elindította. (A DOS 6.20-as verziójának három rendszerfájlja a 135 KiB-ot sem érte el.) Az ilyen lemezeket rendszerflopiknak is hívták.

#### Fájlallokációs táblázat (FAT)
A 0 oldal, 0 sáv 2 szektortól kezdődik a fájlallokációs táblázat, a DOS esetében két megegyező példányban. A második példány biztonsági tartalék, mivel a FAT meghibásodásával a lemezen tárolt összes adat az operációs rendszer részéről elérhetetlenné válhat. Az e célra lefoglalt szektorok száma a fenti táblázatban olvasható. Az adatterületen lévő állományok elhelyezési láncait, az egyes klaszterek szabad, esetleg hibás voltát tartja nyilván. A hajlékonylemezen 12 bites FAT van használatban a gazdaságosabb helykihasználás miatt: egy mutató másfél bájtot használ. 12 biten 4096 ábrázolható, a flopikon levő klaszterek, illetve szektorok száma pedig ettől kevesebb.

#### Főkatalógus (Gyökérkönyvtár)
A FAT után következő rendszerterületen a főkatalógus található. Egyes állományokról és az innen nyíló alkönyvtárakról tartalmaz egyenként 32 bájt terjedelmű bejegyzést. A bejegyzés részben kódoltan tartalmazza a fájl vagy alkönyvtár egyes fontos adatait, és az adatterületen elfoglalt első klaszter számát. Mivel egy szektor 512 bájt, benne 16 bejegyzés számára van hely; a főkönyvtár összes lehetséges bejegyzésének számát ez és a táblázat szektorszáma alapján meghatározhatjuk.

#### Adatterület
A főkatalógus után következő, a felhasználó programjai, adatai és esetleg rendszerfájlok tárolására szolgáló terület. Az adatok tárolásának legkisebb egysége a klaszter, ami a lemez szervezésétől függően egy vagy két, közvetlenül egymás mellett elhelyezkedő szektorból áll.

## További magyar vonatkozások
Mindhárom típust gyártotta a Magyar Optikai Művek, a KGST igényeket többé-kevésbé kielégítve. A készülékek saját tervezésűek voltak. A prototípusig jutott a KFKI 5,25-ös készüléke, ami sorozatgyártásba, illetve értékesítésre nem került. A MOM készülékei magas műszaki színvonalat képviseltek, egyedi konstrukciós és technológiai megoldásokat is tartalmaztak. A sorozatgyártásban azonban nem tudta megközelíteni a világszínvonalat: a havi öt-hatszázas sorozatnál nagyobb darabszámú gyártás feltételeit nem sikerült megteremteni.
Jánosi Marcell már 1974. november 30-án szabadalmaztatta Magyarországon a floppy-t.